# Сагго, Джейсон
Джейсон Сагго (англ. Jason Saggo; род. 23 ноября 1985, Торонто) — канадский боец смешанного стиля, представитель лёгкой весовой категории. Выступает на профессиональном уровне начиная с 2009 года, известен по участию в турнирах бойцовской организации UFC.

## Биография
Джейсон Сагго родился 23 ноября 1985 года в городе Торонто провинции Онтарио. Серьёзно заниматься единоборствами начал во время обучения в Гуэлфском университете, где по совету друга стал посещать секцию карате и тайского бокса. Позже под руководством инструктора Пола Абеля освоил бразильское джиу-джитсу, выиграл паназиатский чемпионат по грэпплингу и получил чёрный пояс по БЖЖ из рук известного мастера Ройлера Грейси.
В университете сначала изучал информатику, затем перевёлся на факультет философии и психологии, получив степень бакалавра искусств. Прежде чем начать зарабатывать в смешанных единоборствах, работал лесным пожарным, специалистом по глубокой заморозке и личным тренером.

### Начало профессиональной карьеры
Дебютировал в смешанных единоборствах на профессиональном уровне в августе 2009 года, на турнире в Северной Ирландии заставил своего соперника сдаться в первом же раунде с помощью удушающего приёма сзади. Дрался в различных небольших канадских промоушенах, таких как Ringside MMA, Global Warriors FC, SFS и др. Практически всегда выходил из поединков победителем, первое поражение потерпел лишь в августе 2011 года, уступив раздельным решением судей соотечественнику Джесси Ронсону.

### Ultimate Fighting Championship
Имея в послужном списке девять побед и только одно поражение, Сагго привлёк к себе внимание крупнейшей бойцовской организации мира Ultimate Fighting Championship и весной 2014 года подписал с ней долгосрочный контракт. Впервые выступил в октагоне UFC в июне того же года, взяв верх техническим нокаутом над Джошем Шокли. Позже встретился с Полом Фельдером и проиграл ему раздельным судейским решением.
Из-за травмы ахиллова сухожилия Джейсон Сагго вынужден был сделать длительный перерыв в своей бойцовской карьере, но в 2016 году он вернулся и в течение достаточно короткого промежутка времени провёл сразу три боя: выиграл техническим нокаутом у американца Джастина Саласа и раздельным решением у Леандру Силвы, однако единогласным решением потерпел поражение от россиянина Рустама Хабилова.
В сентябре 2017 года вышел в клетку против бразильца Гилберта Бёрнса — во втором раунде пропустил сильный удар рукой и оказался в нокауте.

## Статистика в профессиональном ММА
| Боёв 17  | Побед 13 | Поражений 4 |
| -------- | -------- | ----------- |
| Нокаутом | 3        | 1           |
| Сдачей   | 9        | 0           |
| Решением | 1        | 3           |

| Результат | Рекорд | Соперник           | Способ                 | Турнир                                    | Дата             | Раунд | Время | Место                    | Примечание                                               |
| --------- | ------ | ------------------ | ---------------------- | ----------------------------------------- | ---------------- | ----- | ----- | ------------------------ | -------------------------------------------------------- |
| Победа    | 13-4   | Адам Ассенца       | Сдача (удушение сзади) | BTC 4: Vendetta                           | 24 ноября 2018   | 1     | 4:53  | Питерборо, Канада        | Выиграл титул чемпиона BTC в лёгком весе.                |
| Поражение | 12-4   | Гилберт Бёрнс      | KO (удар рукой)        | UFC Fight Night: Rockhold vs. Branch      | 16 сентября 2017 | 2     | 4:55  | Питтсбург, США           |                                                          |
| Поражение | 12-3   | Рустам Хабилов     | Единогласное решение   | UFC 206                                   | 10 декабря 2016  | 3     | 5:00  | Торонто, Канада          | Бой в промежуточном весе 71,7 кг; Хабилов не сделал вес. |
| Победа    | 12-2   | Леандру Силва      | Раздельное решение     | UFC Fight Night: MacDonald vs. Thompson   | 18 июня 2016     | 3     | 5:00  | Оттава, Канада           |                                                          |
| Победа    | 11-2   | Джастин Салас      | TKO (удары руками)     | UFC 196                                   | 5 марта 2016     | 1     | 4:31  | Лас-Вегас, США           |                                                          |
| Поражение | 10-2   | Пол Фельдер        | Раздельное решение     | UFC Fight Night: MacDonald vs. Saffiedine | 4 октября 2014   | 3     | 5:00  | Галифакс, Канада         |                                                          |
| Победа    | 10-1   | Джош Шокли         | TKO (удары руками)     | UFC 174                                   | 14 июня 2014     | 1     | 4:57  | Ванкувер, Канада         |                                                          |
| Победа    | 9-1    | Стивен Бомонт      | Сдача (удушение сзади) | AFC 19                                    | 5 июля 2013      | 1     | 3:46  | Эдмонтон, Канада         |                                                          |
| Победа    | 8-1    | Ирай Хадин         | Сдача (удушение сзади) | SFS 7                                     | 23 ноября 2012   | 2     | 3:41  | Гамильтон, Канада        |                                                          |
| Победа    | 7-1    | Эрик Аттард        | Сдача (удушение сзади) | SFS 5                                     | 25 августа 2012  | 1     | 3:24  | Гамильтон, Канада        |                                                          |
| Победа    | 6-1    | Кевен Морин        | TKO (удары руками)     | Ringside MMA 12                           | 21 октября 2011  | 3     | 3:49  | Монреаль, Канада         |                                                          |
| Поражение | 5-1    | Джесси Ронсон      | Раздельное решение     | Global Warriors FC 1                      | 13 августа 2011  | 3     | 5:00  | Гамильтон, Канада        |                                                          |
| Победа    | 5-0    | Дерек Бойл         | Сдача (удушение сзади) | JEG — MMA Live 1                          | 19 мая 2011      | 3     | 2:18  | Лондон, Канада           |                                                          |
| Победа    | 4-0    | Тейлор Соломан     | Сдача (рычаг локтя)    | Knockout Entertainment MMA: The Reckoning | 2 апреля 2011    | 2     | 3:25  | Ориллия, Канада          |                                                          |
| Победа    | 3-0    | Кайл Вивиан        | Сдача (треугольник)    | Ringside MMA 9                            | 13 ноября 2010   | 1     | 2:03  | Монреаль, Канада         |                                                          |
| Победа    | 2-0    | Дэвид Лафонд       | Сдача (треугольник)    | Ringside MMA 8                            | 7 августа 2010   | 2     | 2:38  | Бопор, Канада            |                                                          |
| Победа    | 1-0    | Доминик Макконнелл | Сдача (удушение сзади) | UC 4                                      | 28 августа 2009  | 1     | 0:00  | Ньюри, Северная Ирландия |                                                          |